# Çağan Irmak
Çağan Irmak (* 4. April 1970 in İzmir) ist ein türkischer Regisseur, Filmproduzent und Drehbuchautor.
Er absolvierte sein Studium an der Ege Üniversitesi (Ägäis-Universität) in Izmir in der Fakultät für Kommunikation im Bereich Radio, TV und Kino.
In den Anfängen seiner Karriere war Irmak zunächst als Dramaturg und Regisseur beim Theater tätig. Seine erste Erfahrung als Filmregisseur machte er 1998 mit dem Film Bana Old and Wise'i Çal. Hierauf folgten eine Reihe von Arbeiten für das türkische Fernsehen sowohl in Form von Drehbüchern als auch Regiearbeiten, aber auch weitere Kinofilme. Der von ihm nach eigenem Drehbuch inszenierte Film Mein Vater und mein Sohn (Babam ve Oğlum, 2005) wurde auf dem International Istanbul Film Festival mit dem Publikumspreis ausgezeichnet und gewann auch auf dem Filmfestival Türkei/Deutschland in Nürnberg die Wahl des Publikums. 

## Filmografie
- 2001: Bana Şans Dile
- 2004: Mustafa Hakkında Herşey
- 2005: Mein Vater und mein Sohn (Babam ve Oğlum)
- 2007: Ulak
- 2008: Issız Adam
- 2009: Karanlıktakiler
- 2010: Prensesin Uykusu
- 2011: Dedemin insanları
- 2013: Tamam miyiz?
- 2014: Unutursam fisilda